# Belinda Bauer (actrice)
Pour les articles homonymes, voir Belinda Bauer et Bauer.
Belinda Bauer, née le 13 juin 1950 à Melbourne, est une actrice australienne qui a mis fin à ses activités en 1996 après seulement 17 ans de carrière.

## Biographie
Après 1996, elle est devenue psychologue.[réf. nécessaire]

## Filmographie
- 1979 : Qui a tué le président ? de William Richert : Yvette Malone
- 1980 : The American Success Company de William Richert : Sarah
- 1981 : L'Archer et la Sorcière (The Archer: Fugitive from the Empire) (TV) de Nicholas Corea : Estra
- 1982 : Timerider, le cavalier du temps perdu de William Dear : Claire Cygne
- 1983 : Flashdance d'Adrian Lyne : Katie Hurley
- 1983 : The Sins of Dorian Gray (TV) : Dorian Gray
- 1984 : Supercopter (Airwolf) (série télévisée) : Gabrielle Ademaur
- 1984 : Samson and Delilah (TV) : Delilah
- 1985 : L'Étoile inconnue (Starcrossed) (TV) : Mary (the Alien)
- 1987 : Tonight's the Night (TV) : Pamela Ahlberg
- 1987 : Confession criminelle (The Rosary Murders) de Fred Walton : Pat Lennon
- 1988 : Act of Piracy de John Cardos : Sandy Andrews
- 1989 : Télé ringards (UHF) : Mud Wrestler
- 1990 : RoboCop 2 d'Irvin Kershner : Dr. Juliette Faxx
- 1991 : Double enfer (Servants of Twilight) de Jeffrey Obrow (en) : Christine Scavello
- 1993 : Seul dans la nuit (A Case for Murder) (TV) : Joanna Gains
- 1994 : Necronomicon : Nancy Gallmore (dans la partie 1)
- 1996 : Fleur de poison 2 : Lily (Poison Ivy II: Lily) d'Anne Goursaud : Angela Falk